# ساشا اوگننوفسکی
ساشا اوگننوفسکی (مقدونی: Саша Огненовски؛ زادهٔ ۳ آوریل ۱۹۷۹) یک بازیکن فوتبال، و ورزشکار اهل استرالیا است.
وی همچنین در تیم ملی فوتبال استرالیا بازی کرده‌است.